# Anna Czarnecka (onkolog)
Anna Małgorzata Czarnecka (ur. 4 sierpnia 1982 w Łodzi) – polska lekarka, biolog molekularna, nauczycielka akademicka, profesor nauk medycznych i nauk o zdrowiu, specjalistka w zakresie onkologii klinicznej, członkini Akademii Młodych Uczonych Polskiej Akademii Nauk w kadencji 2019-2024.

## Życiorys
Absolwentka biotechnologii na Uniwersytecie Warszawskim (2005), a następnie medycyny na Warszawskim Uniwersytecie Medycznym (2009). Ma też tytuł MBA. Ponadto ukończyła studia podyplomowe „Menedżer innowacji” (Szkoła Główna Handlowa w Warszawie, 2013) i „Zarządzanie innowacją w sektorze zdrowia” (Akademia Leona Koźmińskiego w Warszawie, 2013).
Stopień doktora medycyny uzyskała w 2010 r. przedkłądając rozprawę pt. „Zaburzenia mitochondrialne w procesie nowotworzenia”; jej promotorem była prof. Ewa Bartnik. Habilitowała się w 2018 r. na podstawie pracy pt. „Kliniczne i molekularne markery skuteczności leczenia raka nerkowokomórkowego inhibitorami kinaz tyrozynowych”. W 2022 r. uzyskała tytuł profesora nauk medycznych.
Odbyła staże naukowo-badawcze w Department of Urology Emory School of Medicine (Atlanta, USA), Dipartimento di Medicina Sperimentale Universite degli Studi di Palermo (Palermo, Włochy), Universitätsklinik für Kinder- und Jugendheilkunde, Paracelsus Medizinische Privatuniversität (Salzburg, Austria) oraz Gene Function Center of the National Institute of Advanced Industrial Science and Technology (Ibaraki, Japonia).
W latach 2009–2020 pracowała w Wojskowym Instytucie Medycznym w Warszawie.
W latach 2020–2021 pełniła funkcję Zastępcy Dyrektora ds. Naukowych Narodowego Instytutu Onkologii im. Marii Skłodowskiej-Curie – Państwowego Instytutu Badawczego.
Od 2017 r. pracuje w NIO-PIB w Warszawie, gdzie od lutego 2025 roku kieruje Oddziałem Chemioterapii Dziennej, oraz od 2018 r. w Instytucie Medycyny Doświadczalnej i Klinicznej im. Mirosława Mossakowskiego PAN. Jest autorką i współautorką ponad 180 prac naukowych opublikowanych w czasopismach o tematyce medycznej i biologicznej oraz promotorem dwóch prac doktorskich.
Jest członkiem Rady Głównej Nauki i Szkolnictwa Wyższego. 

## Nagrody i wyróżnienia
Laureatka wielu nagród, wyróżnień i stypendiów, w tym stypendium fundacji Goldman Sachs, Kościuszkowskiej i Fulbrighta, Programów Mentoring i START Fundacji na Rzecz Nauki Polskiej, Stypendium naukowego L’Oreal dla Kobiet i Nauki oraz Kryształka Zwierciadła”. Kierowniczka i realizatorka grantów naukowych, m.in. IV Edycji Programu LIDER Narodowego Centrum Nauki i Rozwoju.